# Прасс, Кароль
Кароль Прасс (пол. Karol Prass; 11 февраля 1907, Львов, Цислейтания — 7 января 1996, Гливице, Катовицкое воеводство) — польский футболист, правый крайний нападающий.

## Биография
Родился 11 февраля 1907 года в австро-венгерском городе Лемберг (сейчас Львов на Украине).
Был командующим окружным подразделением польской армии во Львове.
Играл в футбол на позиции правого крайнего нападающего. В 1927—1932 годах выступал в чемпионате Польши за львовскую «Погонь». В первом сезоне провёл только один матч и забил один гол, однако впоследствии стал футболистом основной обоймы: в 1928—1930 годах на счету Прасса 47 матчей и 9 мячей. Однако в 1931 и 1932 годах он вновь играл мало, проведя соответственно 4 и 2 поединка.
В 1940 году едва не стал жертвой расстрела поляков в Катынском лесу, но сбежал с транспорта, направлявшегося в Катынь.
В 1945 году был арестован НКВД и приговорён к смертной казни, впоследствии заменённой 20 годами тюрьмы. Отбыв половину срока в Воркуте, в 1956 году вернулся в Польшу. Работал директором горных училищ в Хожуве и Руде-Слёнской.
Умер 7 января 1996 года в польском городе Гливице.